# Repstege

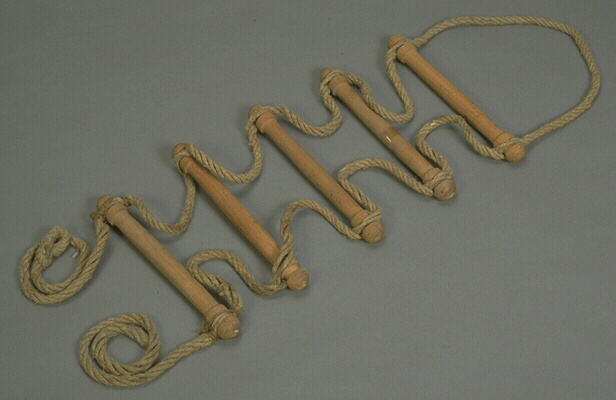
En repstege.

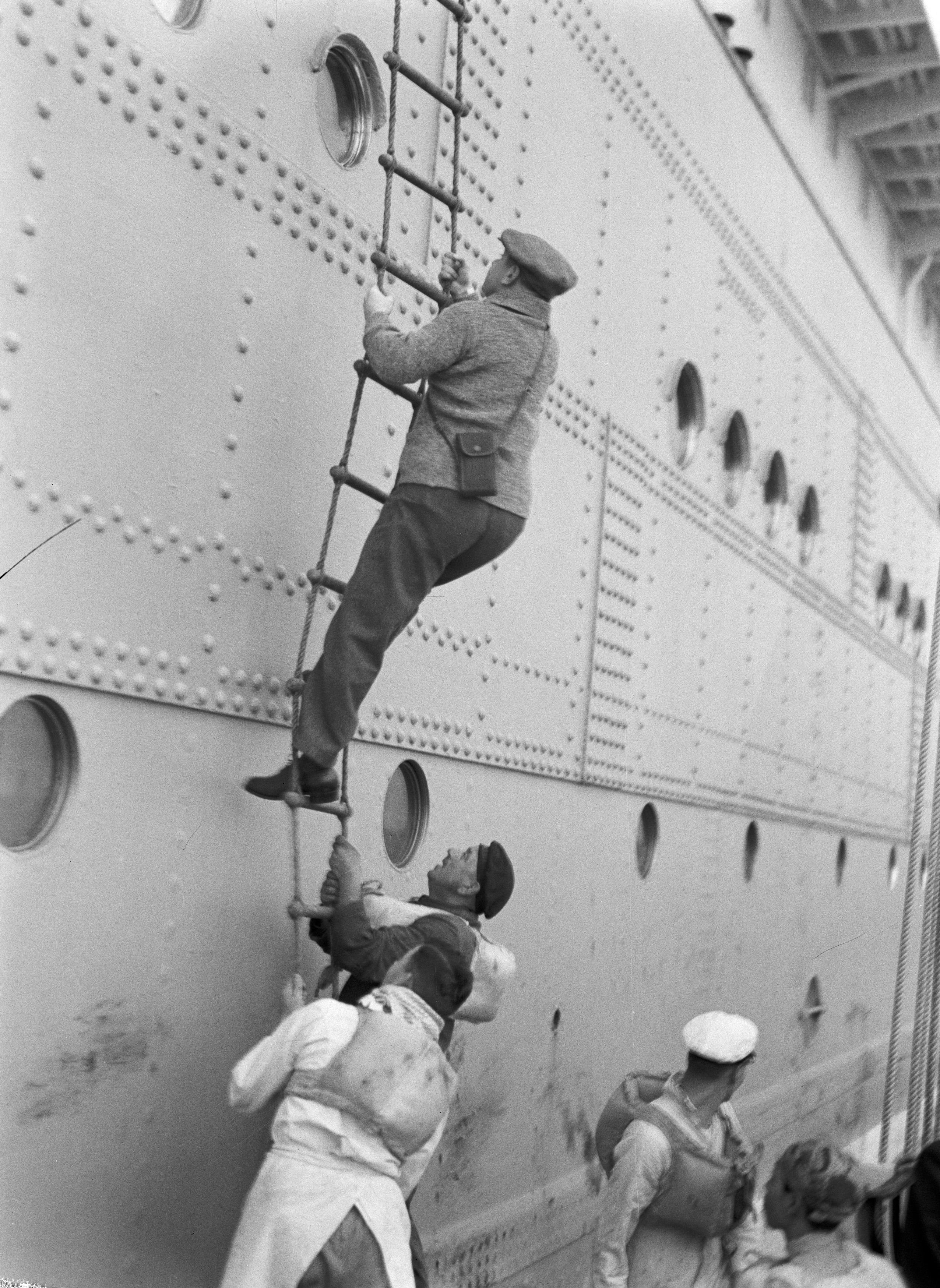
En repstege i bruk.

En repstege är en stege där sidorna består av två parallella rep mellan vilka på jämna avstånd tvärgående stegpinnar är fastgjorda. 
Repen motsvarar en vanlig steges sidostänger. Med fler rep än två kan bredare repstegar konstrueras. Stegpinnarna, fotstegen, kan vara av trä eller något annat lätt men hållfast material. Den enklaste varianten av repstege hopbinds med enbart rep och träpinnar som material med hjälp av repstegsknutar.
En repsteges fördelar är lätt vikt och att den inte tar mycket utrymme i anspråk att förvara eftersom den kan vikas ihop. Repstegar används därför mest i sammanhang där utrymmet är begränsat och där vikten måste hållas så låg som möjligt, eller där det är objektet man klättrar uppför inte är tillräckligt rak för en vanlig stege, till exempel inom sjöfart. Nackdelen med repstegar är att det är svårare att klättra på en repstege än att klättra på en vanlig stege. Detta eftersom en repstege inte har samma stabilitet som en vanlig stege med fasta sidostänger. 
Repstegar används även som klätterredskap för träning och på lekplatser. Den är även vanlig mellan en trädkoja och marken, eftersom den kan halas upp för att undvika ovälkomna besökare.
Ordet "repstege" är belagt i svenska språket sedan 1784.